# امیل الغوری
امیل الغوری (عربی: إميل الغوري)؛ (زاده: ۱۹۰۷- درگذشته: ۱۹۸۴) یک سیاستمدار مسیحی فلسطینی است. او در سال ۱۹۳۳ از دانشگاه سینسیناتی، اوهایو فارغ‌التحصیل شد و روزنامه‌ای در همان سال با عنوان اتحادیه عرب منتشر نمود که ۹ ماه بعد از انتشار آن توسط مقامات انگلیس بسته شد. الگوری معاون کمیته عالی عرب بود و دبیرکل حزب عرب فلسطین بود.